# Poblaće
Poblaće (en serbe cyrillique : Поблаће) est un village du nord du Monténégro, dans la municipalité de Pljevlja.

## Démographie

### Évolution historique de la population
| 1948 | 1953 | 1961 | 1971 | 1981 | 1991 | 2003 |
| ---- | ---- | ---- | ---- | ---- | ---- | ---- |
| 442  | 570  | 522  | 487  | 373  | 211  | 101  |